# Don Airey
Pour les articles homonymes, voir Airey.
Don Airey, né le 21 juin 1948 à Sunderland; est un auteur-compositeur-interprète britannique. Après s'être fait connaitre du public au sein de Collosseum II, Rainbow et de nombreuses participations, il est le claviériste attitré du groupe de hard rock Deep Purple depuis le départ de Jon Lord en 2002

## Biographie
Aîné de six garçons, Donald Smith Airey est bercé par le jazz durant son enfance, avant d'étudier la musique et l'anglais à l'université de Nottingham, puis à Manchester avec le Polonais Ryszard Bak.  
Durant sa carrière, il joue avec Colosseum II (formé de Jon Hiseman, ex-John Mayall's Bluesbreakers et ex-Colosseum à la batterie, de John Mole à la basse & de Gary Moore à la guitare), Ozzy Osbourne, Judas Priest, Black Sabbath, Gary Moore, Jethro Tull, Whitesnake, Sinner, Michael Schenker, Eagles, Rainbow, Deep Purple, Andrew Lloyd Webber, Steve Morse (Living Loud (en)), etc. 
Il abandonne la scène de 1992 à 1995 en raison de problèmes de santé de son fils, qui guérit en 1995. 
Fervent supporter du club de football de sa ville natale, Sunderland A.F.C., il vit désormais avec sa femme et ses trois enfants dans le sud-ouest de l'Angleterre.
En 2013, Don Airey joue sur le titre Move On sur l'album Big Trouble du groupe Hollywood Monsters avec la participation de Steph Honde (chant et guitare), Vinny Appice (batterie), Tim Bogert (basse) et Paul Di'Anno (chant). L'album sort en 2014. Il joue aussi sur la pièce Tearing the Mist de l'album A Disturbing Awakening d'AraPacis sorti en 2014.
Le 8 avril 2016, Deep Purple est intronisé au Rock and Roll Hall of Fame mais cette distinction ne s'étend pas à tous les membres du groupe : les seuls concernés sont Ritchie Blackmore, Ian Gillan, Roger Glover, Ian Paice, Rod Evans, Glenn Hughes, David Coverdale et Jon Lord à titre posthume. Don Airey, bien que présent dans le groupe depuis près de quinze ans n'est pas récompensé, tout comme le guitariste Steve Morse, membre du groupe depuis plus de vingt ans. Pour Gillan, l'oubli de Steve Morse et Don Airey est « très bête » et reflète le caractère « arbitraire » de la sélection effectuée par le Hall of Fame.

## Discographie

### Solo
- 1988 : K2
- 2011 : All Out
- 2014 : Keyed Up
- 2018 : One of a Kind
- 2024 : Pushed to the Edge

### Cozy Powell
- 1974  : Na Na Na (single de Cozy Powell's Hammer)
- 1979 : Over the Top
- 1981 : Tilt
- 1983 : Octopuss

### Colosseum II
- 1976 : Strange New Flesh
- 1977 : Electric Savage
- 1977 : War Dance

### Strife
- 1978 : Back to Thunder

### Black Sabbath
- 1978 : Never say die

### Gary Moore
- 1978 : Back on the Streets
- 1982 : Corridors of Power
- 1983 : Dirty Fingers
- 1983 : Rockin' Every Night - Live in Japan
- 1985 : Run for Cover
- 1989 : After the War
- 1990 : Still Got The Blues
- 2006 : Old New Ballads Blues

### Rainbow
- 1979 : Down to Earth
- 1980 : Monsters of Rock (live)
- 1981 : Difficult to Cure
- 1986 : Finyl Vinyl
- 2015 : Denver 1979 (live)
- 2015 : Long Island 1979  (live)
- 2015 : Long to Earth Tour 1979 (box set)
- 2016 : Monsters of Rock - Live at Donnington 1980
- 2016 : Boston 1981 (live)

### Michael Schenker Group
- 1980 : The Michael Schenker Group
- 2008 : In the Midst of Beauty
- 2011 : Temple of Rock

### Ozzy Osbourne
- 1980 : Blizzard of Ozz
- 1983 : Bark at the Moon

### Quatermass II
- 1997 : Quatermass II: Long Road

### The Snakes / The company of Snakes
- 1998 : Live in Europe
- 2001 : Here They go Again
- 2002 : Burst the Bubble

### Empire
- 2001 : Hypnotica
- 2003 : Trading Souls

### Mario Fasciano, Steve Morse, Ian Paice & Don Airey
- 2005 : E-Thnik

### Living Loud
- 2003 : Living Loud
- 2005 : Live in Sydney 2004 (2 CD/DVD)

### Deep Purple

#### Albums studio
- 2003 : Bananas
- 2005 : Rapture of the Deep
- 2013 : Now What?!
- 2017 : Infinite
- 2020 : Whoosh!
- 2021 : Turning to Crime
- 2024 : =1

#### Albums en concert
- 2004 : Live Encounters....
- 2007 : They All Came Down to Montreux
- 2007 : Over Zurich (DVD)
- 2008 : Live at the NEC UK 2002 (DVD)
- 2011 : Live at Montreux 2011
- 2013 : The Now What ?! Live Tapes
- 2014 : Celebrating Jon Lord: The Rock Legend (CD/DVD)
- 2014 : Live in Verona (CD/DVD)
- 2015 : From the Setting Sun... (In Wacken) (CD/DVD)
- 2015 : ...To the Rising Sun (In Tokyo) (CD/DVD)
- 2017 : The Infinite Live Recordings, Vol. 1
- 2019 : Live in Rome 2013

## Participations
- 1976 : Babe Ruth – Kid's Stuff
- 1977 : Andrew Lloyd Webber – Variations
- 1978 : Jim Rafferty – Don't Talk Back
- 1978 : Strife – Back to Thunder
- 1978 : Black Sabbath – Never Say Die!
- 1979 : Bernie Marsden – And About Time Too
- 1985 : Alaska – The Pack
- 1985 : Phenomena – Phenomena
- 1986 : Zeno – Zeno
- 1987 : Thin Lizzy – Soldier of Fortune (compilation)
- 1987 : Whitesnake – Whitesnake
- 1987 : Wild Strawberries – Wild Strawberries
- 1987 : Helix – Wild in the Streets
- 1988 : Fastway – Bad Bad Girls
- 1988 : Jethro Tull – 20 Years of Jethro Tull
- 1989 : Whitesnake – Slip of the Tongue
- 1989 : Crossbones – Crossbones
- 1990 : Perfect Crime – Blond on Blonde
- 1990 : Jagged Edge – You Don't Love Me
- 1990 : Judas Priest – Painkiller
- 1990 : Bruce Dickinson – Tattooed Millionaire
- 1990 : Forcefield – IV – Let the Wild Run Free
- 1990 : Tigertailz – Bezerk
- 1992 : UFO – High Stakes & Dangerous Men
- 1992 : Anthem – Domestic Booty
- 1992 : Cozy Powell – The drums are back
- 1992 : Kaizoku – Kaizoku
- 1993 : Brian May – Back to the Light
- 1994 : Graham Bonnet – Here Comes the Night
- 1994 : The Kick – Tough Trip Thru Paradise
- 1994 : Katrina and the Waves – Turnaround
- 1997 : Glenn Tipton – Baptizm of Fire
- 1998 : Colin Blunstone – The Light
- 1998 : The Cage – The Cage
- 1998 : Olaf Lenk – Sunset Cruise
- 1998 : Eddie Hardin – Wind in the Willows (live)
- 1999 : Millennium – Millennium
- 2000 : Micky Moody – I Eat Them for Breakfast
- 2000 : Silver – Silver
- 2000 : Uli Jon Roth – Transcendental Sky Guitar
- 2000 : Olaf Lenk's F.O.O.D. – Fun Stuff
- 2000 : Ten – Babylon
- 2001 : Mario Fasciano – E-Thnic
- 2001 : Judas Priest – Demolition
- 2001 : Silver – Dream Machines
- 2001 : Rolf Munkes' Empire – Hypnotica
- 2002 : Metalium – Hero Nation – Chapter Three
- 2002 : Bernie Marsden – Big Boy Blue
- 2002 : Rolf Munkes' Empire – Trading Souls
- 2003 : Silver – Intruder
- 2004 : Iommi – The 1996 DEP Sessions
- 2005 : Kimberley Rew – Essex Hideaway
- 2006 : Gwyn Ashton – Prohibition
- 2006 : Glenn Tipton – Edge of the World
- 2008 : Judas Priest – Nostradamus
- 2009 : Carl Sentance – Mind Doctor
- 2011 : Saxon – Call to Arms
- 2011 : Wishbone Ash – Elegant Stealth
- 2012 : Persian Risk – Once a King
- 2012 : Various artists – Help! For Japan
- 2013 : Schubert – In Rock
- 2014 : Hollywood Monsters - Big Trouble
- 2014 : AraPacis - A Disturbing Awakening